# Noonamyia euphleloia
Noonamyia euphleloia är en tvåvingeart som beskrevs av Mitsuhiro Sasakawa 1990. Noonamyia euphleloia ingår i släktet Noonamyia och familjen lövflugor. Inga underarter finns listade i Catalogue of Life.